# Фалмут (Вірджинія)
Фалмут (англ. Falmouth) — переписна місцевість (CDP) в США, в окрузі Стаффорд штату Вірджинія. Населення — 4956 осіб (2020).

## Географія
Фалмут розташований за координатами 38°19′55″ пн. ш. 77°27′56″ зх. д. / 38.33194° пн. ш. 77.46556° зх. д. (38.331911, -77.465459).  За даними Бюро перепису населення США в 2010 році переписна місцевість мала площу 8,48 км², з яких 7,73 км² — суходіл та 0,75 км² — водойми.

## Демографія
Згідно з переписом 2010 року, у переписній місцевості мешкали 4274 особи в 1586 домогосподарствах у складі 1133 родин. Густота населення становила 504 особи/км².  Було 1692 помешкання (200/км²).
Расовий склад населення:
| - 76,3 % — білих - 14,6 % — чорних або афроамериканців - 2,0 % — азіатів - 0,3 % — корінних американців - 0,2 % — вихідців з тихоокеанських островів - 3,2 % — осіб інших рас |

До двох чи більше рас належало 3,5 %. Частка іспаномовних становила 7,2 % від усіх жителів.
За віковим діапазоном населення розподілялося таким чином: 25,3 % — особи молодші 18 років, 59,9 % — особи у віці 18—64 років, 14,8 % — особи у віці 65 років та старші. Медіана віку мешканця становила 37,3 року. На 100 осіб жіночої статі у переписній місцевості припадало 94,4 чоловіків;  на 100 жінок у віці від 18 років та старших — 90,8 чоловіків також старших 18 років.
Середній дохід на одне домашнє господарство  становив 95 070 доларів США (медіана — 74 896), а середній дохід на одну сім'ю — 98 575 доларів (медіана — 82 375). За межею бідності перебувало 5,3 % осіб, у тому числі 5,0 % дітей у віці до 18 років та 2,7 % осіб у віці 65 років та старших.
Цивільне працевлаштоване населення становило 1742 особи. Основні галузі зайнятості: освіта, охорона здоров'я та соціальна допомога — 21,5 %, публічна адміністрація — 20,6 %, науковці, спеціалісти, менеджери — 18,6 %.